# アンダンスー
アンダンスーは、沖縄料理の一つで、味噌を豚の脂肪（ラード）で炒めたもの。食用の舐め味噌の一種。油味噌（あぶらみそ）、アンランスー、アンダンス、アンダミスーとも呼ばれ、ご飯に乗せて食べる他、おにぎりの具として中に入れられることが多い。アンダは油、ミスーは味噌の意味。
味噌と細かく切った豚の脂身を炒め、砂糖や酒（泡盛）などで調味して作られる。味噌も豚の脂肪も、高温多湿の沖縄の環境下では重要な保存食であり、その二つを結びつけた一種の常備菜としての性格を持っていたのがアンダンスーであった。
もともとは各家庭で作られる保存食だが、現在は市販品も多く販売されている。また、地域によっては豚肉でなく、魚や貝、タコなどの海産物を加えたアンダンスーも生産されている。